# 尼默塔尔
尼默塔尔是德国下萨克森州的一个市镇。总面积28.50平方公里，总人口1596人，其中男性821人，女性775人（2011年12月31日），人口密度56人/平方公里。